# Wanz
Wanz, pseudonimo di Michael Wansley (Seattle, 9 ottobre 1961), è un cantante statunitense di vari generi tra cui R&B, Pop e Hip hop . Ha riscosso molto successo partecipando con il duo con Macklemore e Ryan Lewis nella hit di grande successo Thrift Shop nell'album del 2012 The Heist.

## Biografia
Wansley ha iniziato ad esibirsi a scuola, chiesa e in strada incominciando da ragazzino a dedicarsi al jazz e alla musica pop studiando musica a scuola. Iniziò ad esibirsi verso gli anni '80 e a formare una band all'età di 21 anni chiamata Boys Will Be Boys. Il loro repertorio comprendeva cover, tra cui canzoni degli INXS. Egli è stato il bassista e cantante per la band hard-funk Lifering, con David Cameron Scott alla chitarra, Jeff Stone alla chitarra e David Nielsen alla batteria, fronteggiando una band chiamata The Ghetto Monks riscuotendo un certo successo. Ha inoltre preso parte nell'estate del 2011 nell'opera Porgy and Bess.
Prima di produrre la canzone di successo Thrift Shop, Wanz era un collaudatore dei software presso le aziende come Microsoft, Adapx e Volt. Fu presentato successivamente a Macklemore e a Ryan Lewis per la produzione del titolo di successo Thrift Shop nel 2012 e nel corso di dieci mesi hanno girato partecipando anche al The Ellen DeGeneres Show, Last night with Jimmy Fallon e Saturday Night Live. Egli è anche presente nel video ufficiale della canzone. Dopo il successo internazionale della canzone, sta lavorando ad un EP di 6 tracce chiamato Wander.  Egli ha anche in programma di scrivere un libro su una serie di frasi coniate da lui negli anni, intitolandolo The Book of Wanz